# Dirk Meier
Dirk Meier (n. 28 ianuarie 1964, Spremberg, Brandenburg, Germania) este un ciclist german, medaliat olimpic. A participat la o ediție a Jocurilor Olimpice (1988) în care a câștigat o medalie de argint.

## Participări
Lista de mai jos prezintă principalele competiții la care a participat Dirk Meier de-a lungul carierei.
- cycling at the 1988 Summer Olympics – men's team pursuit[*]